# Katamari Original Soundtrack Damacy
Katamari Original Soundtrack Damacy (2005) är titeln på det soundtrack som finns utgivet med material från spelet Me & My Katamari (PSP).

## Övriga soundtrack i spelserien
- Katamari Fortissimo Damacy (Katamari Damacy, PS2)
- Katamari wa Damacy (We ♥ Katamari, PS2)